# Челюсти 3
„Челюсти 3“ (на английски: Jaws 3-D) е американски филм на ужасите от 1983 г.
Филмът използва 3-D технологията, която се радва на популярност през 1980–те. Други филми на ужасите в 3-D оттогава са Петък 13-и, част III и Амитивил 3.

## Сюжет
Внимание:  Текстът по-долу разкрива сюжета на произведението (или части от него)!
Сюжетът на Челюсти 3 се развива в SeaWorld във Флорида, водно-тематичен парк с подводни тунели и лагуни. Преди парка да отвори, той е заселен с бебе голяма бяла акула, която напада и убива водолази и служители на парка. След като бебето акула е заловено, става ясно, че много по-голяма акула, майката е наблизо. Синовете на Мартин от първите два филма, са главните герои в този филм: Майкъл Броуди е главен инженер на парка, както и по-малкият му брат, Шон пристига в курорта, за да го посети. Събитията от по-ранните филми са подразбиращи се чрез неприязън към водата на Шон, тъй като на „нещо, което се е случило, когато е бил дете“.

## Актьорски състав
- Денис Куейд – Майк Броуди
- Бес Армстронг – Катрин Моргън
- Саймън Маккоркиндейл – Филип Фицройс
- Луис Госет, мл. – Калвин Букард
- Джон Пъч – Шон Броуди
- Лий Томпсън – Кели Ан Буковски

## Филми от поредицата за „Челюсти“
Поредицата „Челюсти“ включва 4 филма:
- „Челюсти“ (1975)
- „Челюсти 2“ (1978)
- „Челюсти 3“ (1983)
- „Челюсти: Отмъщението“ (1987)